# تحت المراقبة

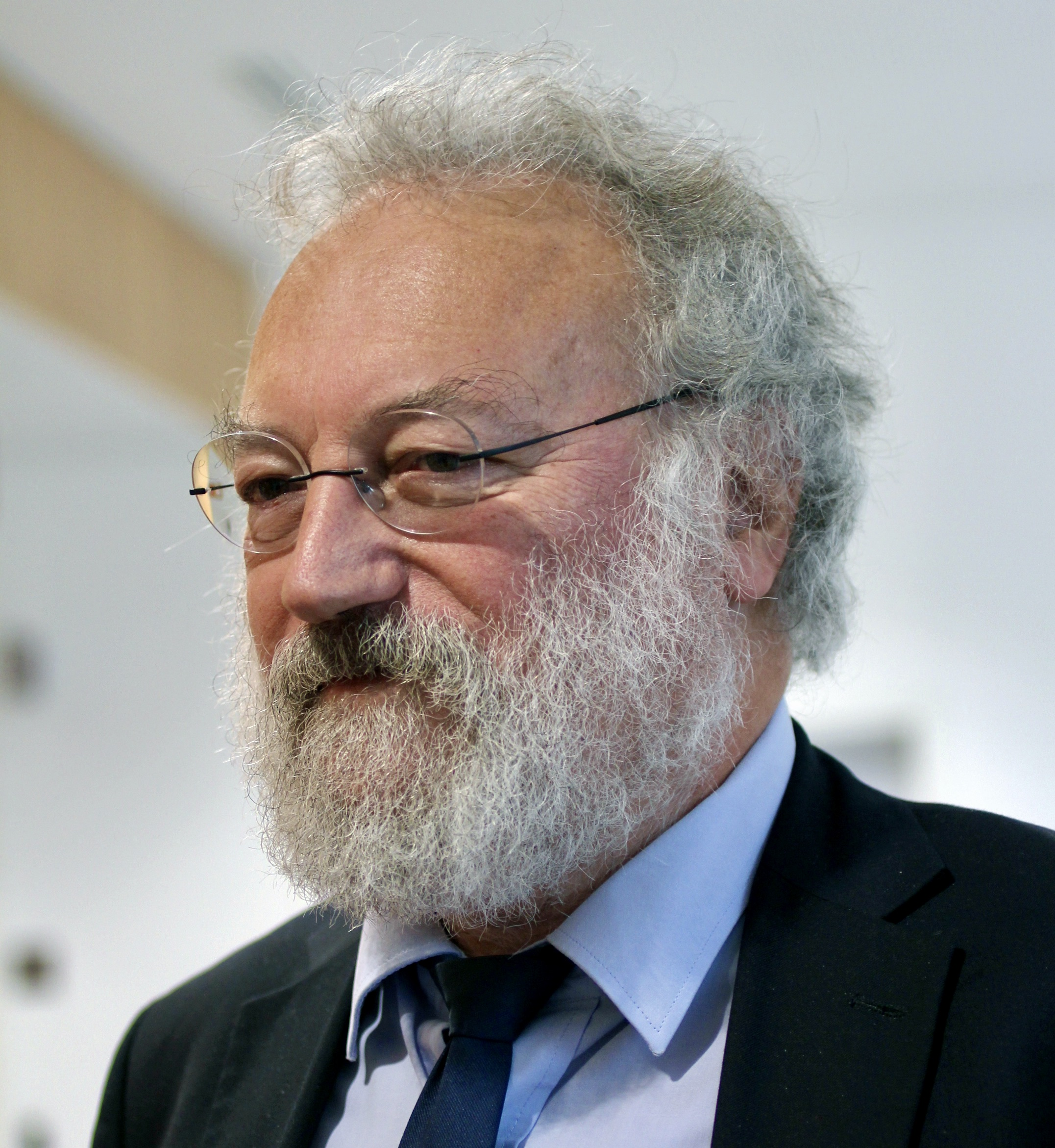
صورة لفيليب بوتييه في يناير 2016 عندما غادر ENAP.

تحت المراقبة، (بالإنجليزية: Probation)‏، فترة المراقبة في القانون الجنائي، هي فترة إشراف على الجاني، بأمر من المحكمة، بدلاً من قضاء الوقت في السجن.
في بعض الولايات القضائية، ينطبق مصطلح «المراقبة» فقط على «الأحكام المجتمعية» (بدائل السجن)، مثل «الأحكام المعلقة». وفي حالات أخرى، تشتمل المراقبة أيضًا على الإشراف، على من تم الإفراج المشروط عنهم.
يُطلب من الجاني «تحت المراقبة»، اتباع بعض الشروط التي حددتها المحكمة، غالبًا تحت إشراف ضابط مراقبة. خلال فترة الاختبار، يواجه الجاني خطر السجن، إذا وجدت عليه مخالفة للقواعد التي وضعتها المحكمة، أو ضابط المراقبة.
يُطلب من الجناة عادةً، الحفاظ على السلوك الملتزم بالقانون، وقد يُطلب منهم الامتناع عن حيازة الأسلحة النارية، أو الاستمرار في العمل، أو المشاركة في برنامج تعليمي، أو الالتزام بحظر التجول، أو العيش في مكان موجه، أو الامتثال لأوامر ضابط المراقبة، أو عدم ترك الولاية القضائية.
قد يُطلب من المُراقب أيضًا، الامتناع عن الاتصال بالضحايا، (مثل الشريك السابق في قضية عنف أسري)، أو مع الضحايا المحتملين لجرائم مماثلة (مثل القاصرين، إذا كانت الجريمة تنطوي على التحرش الجنسي بالأطفال)، أو مع المجرمين المعروفين، ولا سيما المتهمين معه. بالإضافة إلى ذلك، يمكن أن يخضع الجناة للامتناع عن استخدام أو حيازة الكحول، والمخدرات، وقد يُطلب منهم تقديم اختبارات الكحول-المخدرات، أو المشاركة في العلاج النفسي للكحول، أو المخدرات.
قد يتم تزويد الجناة «تحت المراقبة» بإسورة، أو توسيم إلكتروني، تشير إلى تنقلهم تحت أنظار المسؤولين. تسمح بعض المحاكم للمتهمين ذوي الجرائم الصغيرة المحدودة، بأداء خدمة المجتمع، من أجل سداد غراماتهم، تحت المراقبة.

## تسليح وزيادة سلطة
في الولايات المتحدة، معظم وكالات المراقبة ضباطها مسلحون. في 39 ولاية، وإقليم، مثل هذا التسلح إما إلزامي، أو اختياري. حيث يُسمح بالتسليح، في العديد من الولايات القضائية.
ضباط المراقبة، هم ضباط مسالمين، يمتلكون سلطات شرطة محدودة.

## منحة
إن مسؤولي الإصلاحيات المجتمعية، هم العاملون الأساسيون، في المساعدة على تحديد ما إذا كان المجرم سيوضع «تحت المراقبة».
وهم يحددون، ما إذا كان الجاني يشكل خطراً جسيماً على الجمهور، ويوصون المحكمة بالإجراء الذي يجب اتخاذه.
- يمر مسؤولو التصحيح أولاً بعملية تحقيق خلال فترة ما قبل المحاكمة. يقيمون خلفية الجاني، وتاريخه، لتحديد ما إذا كان يمكن إطلاق سراحه بأمان في المجتمع، ثم يكتب الضباط تقريرًا عن الجاني.
- تستخدم المحاكم التقرير، لتحديد ما إذا كان الجاني سيوضع «تحت المراقبة»، بدلاً من الذهاب إلى السجن.
- بعد إدانة الجاني، يضع ضابط المراقبة تقريرًا للتحقيق (PSI). تبني المحاكم أحكامها عليه. وأخيرًا، تتخذ المحاكم قراراتها بشأن ما إذا كانت ستسجن المدان، أو ستضعه «تحت المراقبة».
- إذا قررت المحكمة وضع شخص تحت المراقبة، فيجب عليها عندئذ، تحديد كيفية فرض العقوبة على أساس خطورة الجريمة، والعودة، وظروف المحكوم عليه، وتوصيات من موظفي الإصلاحيات.

## عنيف
يجوز لضابط المراقبة، أن يسجن الجاني المراقب، وأن يلتمس من المحكمة، أن تثبت أن الجاني المراقب، ارتكب انتهاكًا لشروط للمراقبة.
ستطلب المحكمة، أن يحضر «المدعى عليه» في جلسة قضية عرض، بحيث يجب على «المدعي»، أن يثبت من خلال الرجوع إلى الأدلة، على أن «المدعى عليه» ارتكب مخالفة تحت المراقبة.
إذا اعترف المدعى عليه، بأنه مذنب بارتكاب مخالفة تحت المراقبة، أو ثبت أنه مذنب في مخالفة المراقبة بعد الجلسة، فيجوز للضابط أو المدعي أن يطلب فرض شروط إضافية للمراقبة، أو تمديد المدة، أو الأمر بفترة سجن، ربما تليها العودة إلى المراقبة.
لا يوجد قانون يحدد متى يجب الشروع في إجراءات مخالفة المراقبة، على الرغم من أنه من شبه المؤكد أن تحدث إجراءات مخالفة المراقبة، بعد إدانة المدعى عليه بارتكاب جريمة لاحقة أو عدم إبلاغ ضابط المراقبة حسب الأمر.

## إبطال المراقبة
عندما يكون الانتهاك لمن «تحت المراقبة» شديدًا للغاية، أو بعدة انتهاكات قليلة، يمكن جدولة جلسة استماع لإبطال المراقبة.
- سيأخذ القاضي في الجلسة في الاعتبار، تقارير الضابط، وإذا تم إبطال المراقبة، فسيتم حبس المُراقب في السجن. ومع ذلك، يمكن تخفيض مدة الحبس من العقوبة الأصلية المحتملة للجريمة (الجرائم) المزعومة.
- ومن الممكن أن يختار المدعى عليه البريء، قبول عقوبة مؤجلة، بدلاً من تكبده خطر المحاكمة.
- في مثل هذه الحالة، يمكن أن يؤدي إلغاء المراقبة إلى إدانة التهم الجنائية الأصلية، وسجل جنائي دائم.

## أنواع المراقبة

### مراقبة مكثفة
عبارة عن الاعتقال المنزلي، ومراقبة جي بي إس، تحت إدارة الكمبيوتر، فهي أشكال تدخُّل شديدة من المراقبة، التي يتم فيها مراقبة الجاني، الموضوع «تحت المراقبة» عن كثب.. فمن الشائع، أن يتم الإشراف على المجرمين العنيفين، وأعضاء العصابات الأعلى رتبة، والجناة المعتادين، والجناة الجنسيين على هذا المستوى.
- تتطلب بعض السلطات القضائية، من الجناة تحت هذا الإشراف، التنازل عن حقوقهم الدستورية بموجب التعديل الرابع، فيما يتعلق بالبحث والضبط، وقد يخضع هؤلاء المراقبون، لزيارات المنزل أو مكان العمل، والمراقبة، واستخدام المراقبة الإلكترونية، أو التتبع عبر الأقمار الصناعية.
- بموجب شروط هذا النوع من المراقبة، لا يجوز للجاني المراقب تغيير عنوان المعيشة، ويجب أن يبقى في العنوان المعروف تحت المراقبة.
- قد تستلزم بعض أنواع المراقبة، تثبيت أحد أشكال برامج المراقبة، أو إجراء عمليات بحث على الكمبيوتر، للتأكد مما يفعله الجاني عبر الإنترنت.

أشار الأخصائي أرت بوكر، المتخصص في الجرائم الإلكترونية، إلى أن:
- "هذه منطقة سيتعين على ضباط التصحيح المجتمعي، أن يستيقظوا، ويتعلموا كيفية تطبيق الشروط التي تقيد و/أو ترصد استخدام الكمبيوتر، والإنترنت، للمجرمين الإلكترونيين.[6]
- كما لاحظ بوكر أيضًا أن «استخدام وسائل التواصل الاجتماعي، تنطلق من مجال إصلاح المجتمع».[7]

### اساسي
يُطلب من الجناة، تحت الإشراف القياسي عمومًا، تقديم تقرير إلى الضابط، غالبًا ما يكون كل أسبوعين، أو ربع سنوي، ويخضعون لأي شروط أخرى قد تكون مطلوبة، مثل علاج الكحول أو المخدرات، وخدمة المجتمع، وما إلى ذلك.